# 高年齢者雇用開発協会
財団法人 高年齢者雇用開発協会（こうねんれいしゃこようかいはつきょうかい、英称：The Association of Employment Development for Senior Citizens）は、離職を余儀なくされた非自発的な中高年失業者などの雇用確保、再就職促進を行う厚生労働省所管の財団法人であったが、2008年9月末をもって解散した。その業務の一部は、独立行政法人高齢・障害・求職者雇用支援機構に引き継がれた。 

## 沿革
1978年（昭和53年）9月1日に設立された。当初の設立目的は、『高年齢者等の雇用の安定、適正な労働条件の確保その他福祉の増進に関し、調査研究、事業主に対する相談及び指導、情報及び資料の収集及び提供等の高年齢者の雇用確保に関する事業主の自主的な取組みを促進するための業務等を行うことにより、産業及び企業における高年齢者等に係る問題の解決に資し、もって、わが国社会の高齢化への適切な対応に寄与すること』であった。
1986年（昭和61年）10月1日、「高年齢者等の雇用の安定等に関する法律」に基づく中央高年齢者雇用安定センターに指定される。
2000年（平成12年）5月12日、「高年齢者等の雇用の安定等に関する法律」が改正され、「高年齢者等」の範囲に中高年齢者である在職の求職者が含められ、中央高年齢者雇用安定センターは中央高年齢者等雇用安定センターに改称される。
2003年（平成15年）10月1日に設立された独立行政法人高齢・障害者雇用支援機構に当協会の事業の一部（中央高年齢者等雇用安定センターの権利および義務）が移管された。これにより、中央高年齢者等雇用安定センターの指定は解除され、中高年者の雇用の確保や再就職促進が主な事業となった。独立行政法人高齢・障害者雇用支援機構と連携を図りながら、都道府県雇用開発協会と共に事業に取り組む。

## 事業内容
- 緊急雇用創出特別基金事業の実施（不良債権処理就業支援特別奨励金、地域創業助成金）
- 高年齢者等の雇用に関する情報および資料の収集と提供
- その他、必要な業務